# Kongress von Soissons
Der Kongress von Soissons war eine diplomatische Konferenz, die zwischen dem 14. Juni 1728 und Juli 1729 in der französischen Bischofsstadt Soissons zwischen mehreren europäischen Mächten, darunter Großbritannien und Spanien, stattfand.

## Ablauf und Folgen
Zusammen mit der Konvention von Pardo vom 6. März 1728 sollte der Kongress den Englisch-Spanischen Krieg von 1727 durch die Beilegung ihrer Handels- und Gebietsstreitigkeiten beenden. Spanien erklärte sich im Vorfeld bereit, den britischen Besitz von Gibraltar und Menorca anzuerkennen, wenn Großbritannien im Gegenzug die spanischen Rechte in Italien anerkenne. Das eigentliche Ziel der britischen Delegierten Stephen Poyntz und Horatio Walpole bestand darin, ein spanisch-österreichisches Bündnis gegen Großbritannien zu verhindern, indem der Streit zwischen Großbritannien und Spanien beigelegt wurde. Unter der Leitung Thomas Pelham-Holles, Duke of Newcastle verfolgten die Briten eine relativ harte Verhandlungslinie, da sie glaubten, aus einer Position der Stärke heraus verhandeln zu können – eine Strategie, die sich als erfolgreich erwies.
Die Niederländische Republik wurde auf der Konferenz durch Sicco van Goslinga und Cornelis Hop vertreten, Frankreich unter anderm durch Bufile-Hyacinthe-Toussaint de Brancas, dit le Comte de Céreste. Spaniens Vertreter war u. a. Álvaro de Navia Osorio y Vigil. Vertreter des Kaisers in Soissons waren Stefan Graf Kinsky und Leopold Johann Victorin von Windisch-Graetz. Johann von Reck diente dem britischen König als Berater in Reichsangelegenheiten.
Die Konferenz ebnete den Weg für den Vertrag von Sevilla, in dem am 9. November 1729 der englisch-spanische Konflikt einen Ausgleich fand. Spanien löste offiziell sein Bündnis mit dem Kaiser, ließ die Ansprüche auf Gibraltar fallen und bestätigte formell die britischen Handelsrechte in spanischen Gebieten. Dafür garantierten Frankreich und Großbritannien, wie von der spanischen Königin und Regentin Elisabetta Farnese gefordert, die Einrichtung der spanischen Sekundogenitur im Herzogtum Parma und Piacenza und im Großherzogtum Toskana sowie die Überführung von 6000 spanischen Soldaten dorthin, um diese Gebiete militärisch zu sichern.
Viele der Streitigkeiten zwischen Großbritannien und Spanien flammten jedoch im nächsten Jahrzehnt wieder auf und führten dazu, dass sich die beiden Staaten 1739 im War of Jenkins’ Ear erneut bekämpften.